# Jaroslav Volf ze Šternberka
Jaroslav Volf ze Šternberka († 15. února 1635) byl český šlechtic z rodu Šternberků povýšený roku 1629 na hraběte, hejtman prácheňského kraje, císařský rada a komoří.

## Život
Narodil se jako syn Adama ze Šternberka a jeho manželky Evy Popelové z Lobkovic. 
Zprvu byl vychováván na dvoře Petra Voka z Rožmberka a později absolvoval vzdělání u jezuitů v přísně katolickém duchu. Po smrti svého otce v roce 1623 zdědil Lnáře. Téhož roku získává také Bělčice a Závišín.
Jaroslav byl zavražděn svým komorníkem Matějem Šollem z Kasejovic na cestě u obce Hajany. Podle jiné verze na cestě z Českých Budějovic poblíž města. Celé události byl přítomen také druhý komorník Daniel Vdovec ze Lnář. Po dopadení byl Matěj Šolle odsouzen k trestu smrti lámání kolem. Jaroslav byl pohřben v kapli později přestavěné na kostel Nejsvětější Trojice ve Lnářích.

## Rodina
Jaroslav se 15. února 1635 oženil s Maximilianou Veronikou Švihovskou z Rýzmberka († 1661). Narodila se jim dcera Eva Johana († 2. prosince 1674). Ta se 2. března 1642 v Litomyšli provdala za Adama Matyáše hraběte z Trautmansdorfu.